# Wallichia gracilis
Wallichia gracilis är en enhjärtbladig växtart som beskrevs av Odoardo Beccari. Wallichia gracilis ingår i släktet Wallichia och familjen Arecaceae. Inga underarter finns listade i Catalogue of Life.